# Nicolas Le Goff
Nicolas Jean-François Emmanuel Le Goff (Parigi, 15 febbraio 1992) è un pallavolista francese, centrale del Montpellier.

## Carriera

### Club
La carriera di Nicolas Le Goff inizia a Parigi, sua città natale, nelle giovanili del Nord Parisien, nel 2006, per poi giocare nel 2007 nel Toulon e nel 2008 nello Châtenay, sempre a livello giovanile; nel 2009 entra a far parte della squadra federale del CNVB, dove resta fino al 2011. Nella stagione 2011-12 viene ingaggiato dal Montpellier, in Ligue A, facendo il suo esordio nella pallavolo professionistica.
Nella stagione 2015-16 si trasferisce in Germania per giocare con lo Charlottenburg, con cui si aggiudica la Coppa di Germania, la Coppa CEV e lo scudetto. Nella stagione seguente si accasa all'İstanbul BB, nel massimo campionato turco. Nell'annata 2017-18 approda invece in Italia, alla Top Volley Latina, club impegnato in Superlega.
Nel campionato 2018-19 fa ritorno allo Charlottenburg, con cui vince uno scudetto, una Supercoppa tedesca e una Coppa di Germania. Per la stagione 2020-21 firma per il Montpellier, in Ligue A, aggiudicandosi uno scudetto e una Supercoppa francese.

### Nazionale
Fa parte delle nazionali giovanili, con cui vince la medaglia d'oro al campionato europeo Under-19 2009.
Nel 2013 ottiene le prime convocazioni in nazionale maggiore, con la quale nel 2015 vince la medaglia d'oro alla World League e al campionato europeo; un anno dopo ottiene la medaglia di bronzo alla World League, nella quale vince nuovamente l'oro nel 2017.
Nel 2018 vince la medaglia d'argento alla Volleyball Nations League, torneo nel quale conquista il bronzo dell'edizione 2021: in questo anno conquista la medaglia d'oro ai Giochi della XXXII Olimpiade di Tokyo. Nel 2022 si aggiudica l'oro alla Volleyball Nations League, bissato nell'edizione 2024, dove è premiato come miglior centrale, stesso metallo che conquista anche durante i Giochi della XXXIII Olimpiade.

## Palmarès

### Club
- Campionato tedesco: 2

2015-16, 2018-19
- Campionato francese: 1

2021-22
- Coppa di Germania: 2

2015-16, 2019-20
- Supercoppa tedesca: 1

2019
- Supercoppa francese: 1

2022
- Coppa CEV: 1

2015-16

### Nazionale (competizioni minori)
- Campionato europeo Under-19 2009
- Memorial Hubert Wagner 2015
- Memorial Hubert Wagner 2017
- Memorial Hubert Wagner 2018

### Premi individuali
- 2020 - Qualificazioni europee ai Giochi della XXXII Olimpiade: Miglior centrale
- 2024 - Volleyball Nations League: Miglior centrale